# إيلان روبين
إيلان روبين (بالإنجليزية: Ilan Rubin)‏ هو مغني وطبال أمريكي، ولد في 7 يوليو 1988 في سان دييغو في الولايات المتحدة.

## وصلات خارجية
- إيلان روبين على موقع ميوزك برينز (الإنجليزية)
- إيلان روبين على موقع أول ميوزيك (الإنجليزية)
- إيلان روبين على موقع ديسكوغز (الإنجليزية)